# АКСМ-802
АКСМ-802 — низкопольный односекционный трамвай, производящийся белорусским заводом Белкоммунмаш. Предназначен для эксплуатации на трамвайных линиях с шириной колеи 1524 мм. Вагон с двумя моторными тележками с электронной системой управления на IGBT-модулях тяговыми электродвигателями переменного тока. Вагоны предназначены для эксплуатации при температурных режимах от −40 до +40⁰C.

## История создания

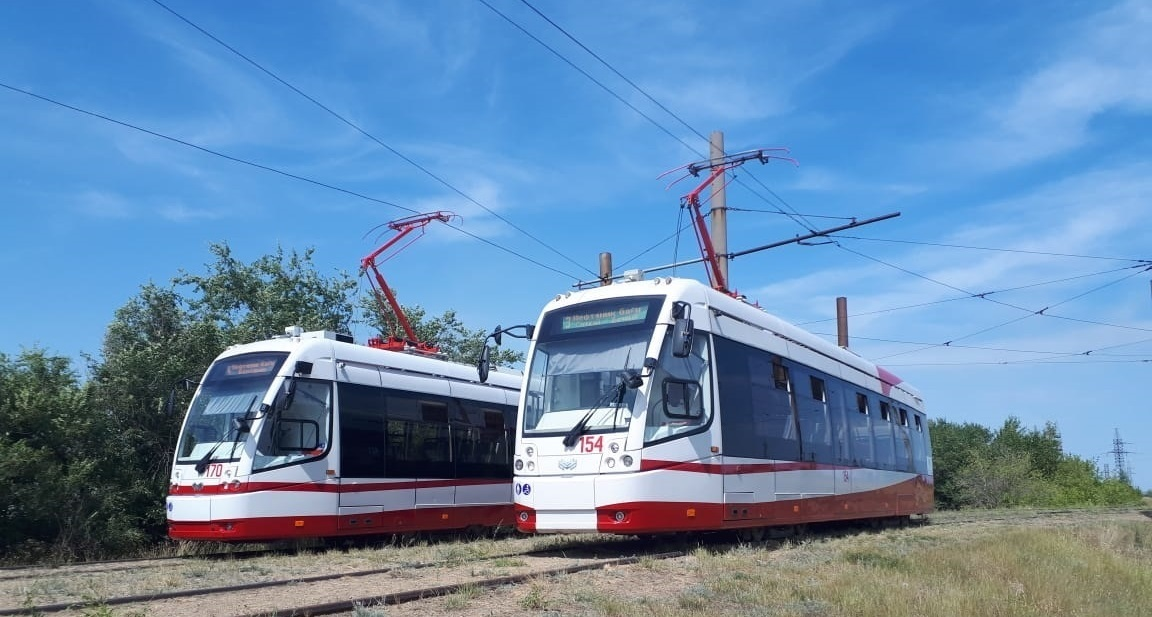
Два трамвая АКСМ-802 в Павлодаре (Казахстан)

Вагон создан на базе 843-й модели, и по сути является укороченной его версией с пониженным полом в средней части кузова. Первый вагон данной модели был представлен в Минске на заводе Белкоммунмаш в 2014 году. После презентации вагон был отправлен в город Новополоцк для прохождения испытаний.

### Выпуск
Данные по выпуску вагонов АКСМ-802, АКСМ-802Е и АКСМ-802Е0В по годам приведены в таблице:
| Год выпуска | Модель      | Количество вагонов | Зав. номера |
| ----------- | ----------- | ------------------ | ----------- |
| 2014        | АКСМ-802    | 1                  | 1           |
| 2017        | АКСМ-802Е   | 3                  | 2—4         |
| 2018        | АКСМ-802Е   | 11                 | 5—15        |
| 2018        | АКСМ-802Е0В | 3                  | 25, 26, 27  |
| 2019        | АКСМ-802Е   | 9                  | 16—24       |
| 2023        | АКСМ-802Е   | 10                 | 25—33       |
| Всего       | АКСМ-802    | 1                  | 1           |
| Всего       | АКСМ-802Е   | 28                 | 2—28        |
| Всего       | АКСМ-802Е0В | 3                  | 25—33       |

## Общие характеристики
| Пассажировместимость           | 165       |
| Количество мест для сидения    | 28        |
| Ширина колеи                   | 1524 мм   |
| Высота пола над дорогой        | 360 мм    |
| Количество дверей              | 3         |
| Длина                          | 15 500 мм |
| Ширина                         | 2500 мм   |
| Масса снаряженного трамвая     | 19300 кг  |
| Максимальная техническая масса | 30600 кг  |
| Мощность электродвигателя      | 200 кВт   |
| Максимальная скорость          | 65 км/ч   |

## Эксплуатация
| Страна    | Город      | Количество | Год выпуска | Примечание                                                                                        |
| Беларусь  | Новополоцк | 1 единица  | 2014        |                                                                                                   |
| Казахстан | Павлодар   | 23 единицы | 2017—2019   |                                                                                                   |
| Россия    | Барнаул    | 10 единиц  | 2023        | Ожидается окончание поставки. Под индексом старой модели поставлены вагоны новой модели АКСМ-811. |